# Lennart Karl
Lennart Karl (* 22. Februar 2008 in Frammersbach) ist ein deutscher Fußballspieler, der beim FC Bayern München unter Vertrag steht.

## Karriere

### Vereine
Karl spielte in der Jugend von Viktoria Aschaffenburg und Eintracht Frankfurt, bevor er 2022 in die Jugendakademie des FC Bayern München wechselte. In der Spielzeit 2024/25 kam er zunächst in der U17-DFB-Nachwuchsliga zum Einsatz. In der Gruppenphase erzielte er in 14 Einsätzen 23 Tore und bereitete 10 weitere Treffer vor, auch in der Hauptrunde kam er zu 3 Einsätzen (4 Tore). Parallel wurde er aufgrund seiner Leistungen bereits im Alter von 16 Jahren in der U-19 der Bayern eingesetzt. Dort spielte er drei Mal in der UEFA Youth League sowie sechs Mal (fünf Tore) in den Gruppenphasen der U19-DFB-Nachwuchsliga. Karl spielte 2025 sowohl für die U19 (April/Mai) als auch für die U17 (Juni) in der Endrunde um die Deutsche Meisterschaft, mit beiden Teams erreichte er das Halbfinale.
In der Rückrunde der Saison 2024/25 war Karl bei drei Bundesliga-Partien und bei beiden Spielen des Viertelfinales der UEFA Champions League gegen Inter Mailand Teil des Kaders der ersten Mannschaft des FC Bayern München unter Trainer Vincent Kompany, kam jedoch zu keinem Einsatz. Er wurde auch für die FIFA-Klub-Weltmeisterschaft 2025 in den USA nominiert. Dort kam er im ersten Gruppenspiel gegen Auckland City FC am 15. Juni 2025 durch Einwechslung in der Halbzeitpause zu seinem ersten Profieinsatz.
In der Saison 2025/26 ist Karl als fester Teil des Kaders der ersten Mannschaft vorgesehen und verlängerte seinen Vertrag zu Beginn der Saison vorzeitig. Er absolvierte die Vorbereitung mit dem Team und erzielte in einem Testspiel gegen Tottenham Hotspur auch seinen ersten Treffer für die Profimannschaft des FC Bayern.

### Nationalmannschaft
Karl debütierte am 4. Mai 2023 für die Deutsche U-15-Nationalmannschaft, wo er direkt seinen ersten Treffer erzielte. Im September 2023 folgte bereits das erste Spiel für die deutsche U-16-Auswahl, in insgesamt neun Einsätzen erzielte er fünf Tore.
In der Deutschen U-17-Nationalmannschaft hatte Karl am 4. September 2024 im Spiel gegen Israel seinen ersten Einsatz. Er absolvierte elf Spiele, in denen er sieben Tore erzielen konnte. Karl war auch bei der U-17-Europameisterschaft 2025 in Albanien dabei, scheiterte jedoch mit seinem Team in der Vorrunde.

## Titel
- Deutscher Supercupsieger: 2025 (FC Bayern München)